# Arborfield (Saskatchewan)
Arborfield – miasto leżące w środkowo-wschodniej części prowincji Saskatchewan w Kanadzie.
- Powierzchnia: 0.88 km²
- Ludność: 329 (2006)